# قلعه عقاب‌ها
قلعه عقاب‌ها
یا جایی‌که عقاب‌ها جرئت پیدامی‌کنند (به انگلیسی: Where Eagles Dare) فیلمی در ژانر رمان و ماجراجویی به کارگردانی برایان جی هاتن محصول بریتانیا است که در سال ۱۹۶۸ منتشر شد.
این فیلم در ایران به نام قلعهٔ عقاب‌ها دوبله و اکران شده‌است.
در این فیلم تعدادی از دست اندرکاران برتر صنعت فیلم‌سازی آن دوران حضور داشتند. اکنون این فیلم به عنوان یک فیلم کلاسیک شناخته می‌شود. یاکیما کانوت (به انگلیسی: Yakima Canutt)، بدلکار هالیوودی، که به عنوان کارگردان دوم، اکثر صحنه‌های اکشن را فیلمبرداری کرد، از مشارکت‌کنندگان اصلی آن بود. بدلکار بریتانیایی اَلف جوینت (به انگلیسی: Alf Joint) که برای برتون در دو سکانس از جمله سکانس مبارزه بر روی تله کابین بدلکاری کرد. ران گودوین، رهبر ارکستر و آهنگساز برنده جایزه، که برای فیلم جایزه گرفت موسیقی متن را نوشت و آرتور ایبتسون نامزد آینده اسکار، که روی فیلمبرداری آن کار کرد.

## داستان
در زمستان ۱۹۴۳–۴۴، سرتیپ ارتش ایالات متحده جورج کارنابی (با بازی رابرت بیتی)، طراح اصلی جبهه غربی، توسط آلمان‌ها اسیر می‌شود. او را برای بازجویی به Schloß Adler، قلعه‌ای در قله کوهی صعب العبور که تنها با تله‌کابین قابل دسترسی است، برده می‌شود. تیمی متشکل از هفت کماندوی متفقین، به سرپرستی یک افسر بریتانیایی گاردهای گرنادیر بنام جان اسمیت (با بازی ریچارد برتون) و یک ستوان کماندوی ارتش ایالات متحده به‌نام موریس شفر (با بازی کلینت ایستوود)، که توسط سرهنگ ترنر (پاتریک وایمارک) و دریاسالار رولند از ام آی سیکس (مایکل هوردرن) در مورد عملیات نجات توجیه می‌شوند. آن‌ها باید با لباس نظامی آلمان با چتر نجات در نزدیکی قلعه فرود آمده، وارد قلعه شوند و ژنرال کارنابی را نجات دهند قبل از اینکه آلمانی‌ها بتوانند او را بازجویی کنند. پس از اینکه هواپیمای ترابری یونکرس Ju-52 آنها را به آلمان می‌اندازد، اسمیت مخفیانه با مری الیسون (مری یور)، که با او رابطه دارد، و با هایدی اشمیت (اینگرید پیت)، که حضور آن‌ها فقط برای او شناخته شده‌است، ملاقات می‌کند. هایدی برای ماری برنامه‌ای در قلعه ترتیب داده‌است تا کماندوها به آن دسترسی پیدا کنند.

## بازیگران
- ریچارد برتون گوینده نقش در دوبله فارسی: چنگیز جلیلوند
- کلینت ایستوود گوینده نقش در دوبله فارسی: سعید مظفری
- مری یور
- مایکل هوردرن
- ویلیام اسکوایر
- اینگرید پیت
- درن نزبیت
- فردی مین
- رابرت بیتی
- ایان مک‌کالک
- اُلگا لو